# La donna degli altri è sempre più bella
La donna degli altri è sempre più bella è un film commedia ad episodi del 1963 diretto da Marino Girolami.

## Trama

### Bagnino lover
Una moglie cerca di ingelosire il marito infedele facendosi accompagnare dal bagnino gay.

### I promessi sposi
Un capomafia, che esercita ancora nel suo paese lo jus primae noctis, e il fidanzato di una certa Carmelina partono dalla Sicilia verso il continente in cerca della ragazza che avrebbe disonorato entrambi.

### La dirittura morale
Un imprenditore sorpreso in compagnia di una sua avvenente amica la presenta come moglie a un integerrimo commendatore dal quale spera di ottenere un importante appalto. Ma la vera moglie se ne accorge.

### Luna di miele
Una cartomante predice a un promesso sposo che la moglie lo tradirà in viaggio di nozze con un attore. I sospetti si indirizzano subito verso Ugo Tognazzi, ospite dell'albergo ma alla fine sarà tradito con il tennista Nicola Pietrangeli. Le scene di questo episodio in cui appare Ugo Tognazzi sono prese dal film Il mio amico Jekyll.

### La natura vergine
Due coniugi partono per una vacanza in roulotte, ma poco lontano il marito scopre un campeggio nudista per sole donne.